# Brasília (Belém)

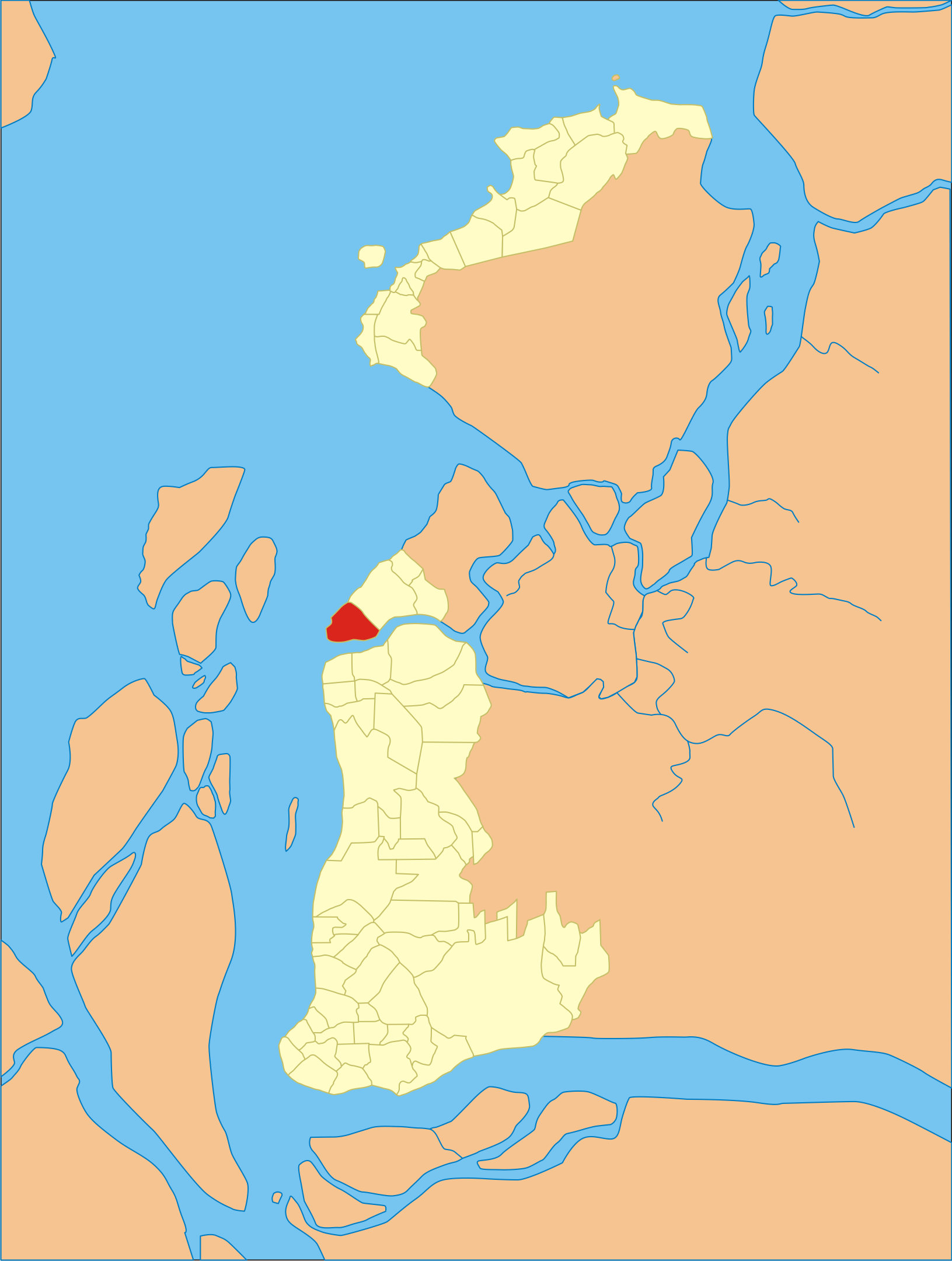
Localização do bairro Brasília em Belém do Pará.

Brasília é um bairro da cidade brasileira de Belém.
Esta situado na interseção da Baía de Santo Antônio (Praia da Brasília), com o prolongamento da Avenida Beira-Mar/Estrada Principal do Outeiro, que segue até os  loteamento Bosque Rosa do Vale e  Bosque Humberto Lobato até alcançar o rio Maguari.
No bairro está situado o Terminal Portuário de Outeiro, popularmente conhecido como Porto da SOTAVE.